# Rainieria andorum
Rainieria andorum är en tvåvingeart som beskrevs av Willi Hennig 1935. Rainieria andorum ingår i släktet Rainieria och familjen skridflugor.
Artens utbredningsområde är Bolivia. Inga underarter finns listade i Catalogue of Life.